# Григорій VI Константинопольський
Патріарх Григорій VI (грец. Πατριάρχης Γρηγόριος ΣΤ΄, у миру Георгій Фуртуніадіс, грец. Γεώργιος Φουρτουνιάδης); 1 березня 1798 року, дер. Фанаракі поблизу Константинополя, Османська імперія — 8 червня 1881, село Мега-Ревма, Османська імперія (нині район Арнавутка Стамбула)) — патріарх Константинопольський; на Константинопольській кафедрі перебував двічі: у 1835–1840 та 1867–1871 роках.

## Біографія
Навчався у школі в Тарапії у митрополита Дерконського Григорія. 20 березня 1815 року прийняв чернечий постриг; в 1824 році поставлений архідияконом і призначений секретарем митрополита.
З 24 вересня 1825 — митрополит Пелагонії і член Синоду; з 6 жовтня того ж року великий протосинкелл Патріархії. У 1833 році переміщений до Серри. У 1836–1837 роках побудував у Константинополі лікарню поблизу Семивежного замку.
Зійшовши на патріарший престол вперше у вересні 1835 року, опублікував 1836 року синодальне послання всім християнам із засудженням інославних навчань: Лютера, Цвінглі, Кальвіна та соцініан. У тому ж році заснував при Патріархії центральну церковну та духовну епітропію, до відання якої увійшли турботи про кліру та народну освіту. Його викриття інославного прозелітизму і конфлікт з англійським послом у Константинополі лордом Редкліффом (Stratford Canning, 1st Viscount Stratford de Redcliffe; у 1832 році був призначений англійським послом в Росію, але не отримав згоди Миколи I) через суперечки з питання Іонічних островів (тоді протекторат Англії) привели до суду Порти над ним і усунення з Патріаршого престолу. після відставки Григорій жив на спокої в грецькому селищі Мега Ревма (Μέγα Ῥεῦμα) на європейському березі Босфору (нині район Арнавуткей (Arnavutköy) мула Стамбул). Патріархом був обраний Антим IV (1840–1841 і 1848–1852).
Радістю греки зустріли його вторинне обрання в лютому 1867 року, після Патріарха Софронія III (1863–1866). Погодився прийняти престол після того, як узяв обіцянку з виборчих зборів, що всі його вимоги у справах Церкви будуть виконані; зійшов на престол 12 лютого цього року. Його найважливішою турботою стало залагодження греко-болгарського протистояння, яке на той час досягло крайньої жорстокості. У тому ж році, на вимогу російського посла графа Ігнатьєва, запропонував проєкт створення напівавтономного церковного округу для єпархій із болгарським населенням. Але примирення болгар, яких тепер проти греків підтримувала сама Порта (внаслідок повстання на Криті), на основі такого проекту було вже неможливо як через скрутність точного розмежування єпархій з грецьким і болгарським населенням, так і внаслідок більш далекосяжних вимог болгар створити свою незалежну національну. Церква, в якій кожен болгарин, де б він не перебував — у оттоманській Болгарії чи Анатолії, підкорявся б лише болгарській ієрархії. Таке прагнення, на думку Патріархії, вело до церковного двовладдя та розколу.
В кінці 1868 року направив від імені Синоду Великої Церкви послання (від 12 грудня 1868) предстоятелям автокефальних Церков з викладом істоти конфлікту і своєю пропозицією скликати для його вирішення «святий собор всієї церкви», тобто вселенський собор. Російський Святіший Синод дав на пропозицію Патріарха негативну відповідь (детальніше див. статтю Греко-болгарська схизма). Не отримавши, після наполегливих вимог дати ясну відповідь, на початку 1871 року від Порти згоди на скликання Собору, 4 червня того ж року був змушений подати у відставку, яка була прийнята. На його місце у вересні 1871 року був обраний Антим VI, який посів престол втретє.
Вийшовши на спокій, оселився в тому самому селищі, де жив раніше і помер тут 8 червня 1881 року.
Був похований у місцевому храмі Архістратига Михаїла.